# Mary & Mike
Mary & Mike es una miniserie chilena de suspenso y drama que fue emitida en Chilevisión, protagonizada por Andrés Rillón y Mariana Loyola, en los roles de Michael Townley y Mariana Callejas.
Completando el elenco están actores como Otilio Castro, Consuelo Carreño, Elías Collado, Luciana Echeverría, Alejandro Goic, Ricardo Fernández, Juan Falcón, Julio Milostich, Juan Pablo Ogalde, Sebastián Ramírez, Maira Bodenhöfer, Mariana Prat, Yamila Reyna y Agustín Moya, entre otros.
La miniserie se convirtió en la gran ganadora de los fondos anuales del Consejo Nacional de Televisión de Chile en 2015. Se estrenó en televisión el 13 de marzo de 2018.

## Sinopsis
En la década de 1970, después del gobierno de Salvador Allende y en plena dictadura militar del general Augusto Pinochet, Mariana Callejas, una escritora chilena, y su esposo Michael Townley, un exagente sicario estadounidense de la CIA, viven una vida perfecta junto a sus hijos aparentando ser una familia feliz, aunque ocultando una vida secreta como agentes de élite de la Dirección de Inteligencia Nacional (DINA). La serie se enfoca en los horribles atentados políticos que el matrimonio cometió, incluyendo el asesinato de Carlos Prats y su esposa Sofía Cuthbert en Buenos Aires, el atentado en contra de Bernardo Leighton en Roma y el asesinato de Orlando Letelier en Washington D. C..

## Elenco
- Mariana Loyola como Mariana Callejas
- Andrés Rillón como Michael Townley
- Consuelo Carreño como Cony Townley
- Elías Collado como Simón Townley
- Luciana Echeverría como Mónica Lagos
- Alejandro Goic como Enrique Subercaseaux
- Otilio Castro como General Sarmiento
- Pablo Cerda como Coronel Urrutia
- Sebastián Ramírez como Aqueveque
- Felipe Castro como General Ahumada
- Consuelo Vargas como Gladys
- Agustín Silva como Javier
- Pablo Greene como Tallerista 1
- Elisa Alemparte como Tallerista 2
- Hugo Medina como Carlos Prats
- Mariana Prat como Sofía Cuthbert
- Juan Pablo Ogalde como Eugenio Berrios
- Raúl López como Bernardo Leighton
- Diana Sanz como Ana Fresno
- Julio Milostich como Guillermo
- Juan Falcón como cubano
- Ricardo Fernández como Francisco
- Álvaro Pacull como Gerardo Ariztía

## Episodios
| N.º | Título                    | Director                 | Guionista | Primera emisión     | Índice de audiencia |
| --- | ------------------------- | ------------------------ | --------- | ------------------- | ------------------- |
| 1   | «Jauría de perros»        | Julio Jorquera Arriagada | —         | 13 de marzo de 2018 | —                   |
| 2   | «Luna de miel en Palermo» | Julio Jorquera Arriagada | —         | 13 de marzo de 2018 | —                   |
| 3   | «Ratas»                   | Julio Jorquera Arriagada | —         | 20 de marzo de 2018 | —                   |
| 4   | «Trópico de Cáncer»       | Julio Jorquera Arriagada | —         | 27 de marzo de 2018 | —                   |
| 5   | «Fiestas Patrias»         | Julio Jorquera Arriagada | —         | 3 de abril de 2018  | —                   |
| 6   | «Cerrar por fuera»        | Julio Jorquera Arriagada | —         | 3 de abril de 2018  | —                   |

## Producción
La serie, producida por Invercine&Woods, ganó en el 2015 los fondos del Consejo Nacional de Televisión de Chile, por un monto de 387 381 303 pesos chilenos, para su realización.

### Equipo de producción
- Autor: Esteban Larraín
- Productor Ejecutivo CHV: Rodrigo Díaz, Mitzy Saldivia
- Productor Ejecutivo Space: Marcelo Tamburri, Nico Cane, Vanina Spadoni
- Productor Ejecutivo Invercine&Wood: Macarena Cardone, Matías Cardone, María Elena Wood, Andrés Wood
- Director: Julio Jorquera, Esteban Larraín, Andrés Wood
- Guion: Esteban Larraín, Luis Barrales, Julio Jorquera, Natacha Caravia, Luis E. Langlemey, Andrés Wood
- Productora asociada: Patricia Rivadeneira

## Premios y nominaciones
| Año  | Premio           | Categoría               | Nominado          | Resultado |
| ---- | ---------------- | ----------------------- | ----------------- | --------- |
| 2019 | Premios Caleuche | Mejor actriz de soporte | Consuelo Carreño  | Nominada  |
| 2019 | Premios Caleuche | Mejor actor de soporte  | Sebastián Ramírez | Nominado  |